# Dryadella lilliputiana
Dryadella lilliputiana es una especie de orquídea de hábitos epifitas.

## Descripción
Es una orquídea de pequeño tamaño, de hábito creciente epífita con ramicaule  erguido, hojas agrupadas, cespitosa  que no tiene pseudobulbos, tallos erectos en un rizoma corto que lleva una sola hoja, apical, erecta a erecto-extendida, rígida, subterete, canaliculada, carnosa, ligeramente arqueada, lineal-fusiforme,y  aguda. Tiene muchas inflorescencia muy cortas de 1,2 a 1,6 cm con membranosas brácteas blancas y flores solitarias que se presentan justo debajo de la altura de la hoja y que aparecen en el invierno si se mantiene en clima húmedo caliente a condiciones de frío.

## Distribución y hábitat
Se encuentra el estado de Sao Paulo en Brasil.

## Taxonomía
Dryadella lilliputiana fue descrito por (Cogn.) Luer  y publicado en Selbyana 2: 208. 1978.
Sinonimia
- Dryadella melloi (Pabst) Luer
- Dryadella paranaensis (Schltr.) Luer
- Masdevallia lilliputiana Cogn.
- Masdevallia melloi Pabst
- Masdevallia paranaensis Schltr.[3][4]

Etimología
Dryadella: nombre genérico que hace una referencia a las mitológicas dríadas, ninfas de los bosques.
lilliputiana: epíteto latíno que significa "planta muy pequeña"